# 金昌国
金 昌国（きん しょうこく、1942年6月4日 - 2022年7月15日）は、大阪生まれの韓国籍フルート奏者、指揮者。東京芸術大学名誉教授。

## 人物・来歴
在日韓国人として大阪府に生まれる。神戸高校時代にフルートを始め、東京芸術大学および大学院修了。この間、川口勝治郎、川崎優、吉田雅夫に師事。
1967年、日本音楽コンクール第1位。
1969年、ジュネーブ国際コンクール第2位（1位なし）。
1970年よりドイツ、ハノーファー国立歌劇場管弦楽団首席奏者を務める。この間、マルセル・モイーズ、アンドレ・ジョネ、ハンス・ペーター・シュミッツに師事。
1981年に帰国し、東京藝術大学に勤めながら演奏活動を続ける。
1985年、神戸国際フルートコンクール審査委員長(4年に一度開催)。
1986年、アンサンブルofトウキョウを結成する。
デビュー以来、第一線のソリストとして活動を続けてきた。NHK交響楽団、東京都交響楽団、東京交響楽団等、日本のほとんどのオーケストラや、ドイツ、韓国の多くのオーケストラと共演。ロンドン、パリ、ローマ、ベルリン等、ヨーロッパの多くの都市、ニューヨーク、バンコク、シンガポール、香港、台北など多くのアジア主要都市にもソリストとして登場している。レコード、CDは日本、韓国、ドイツ7社より二十数種出している。
アメリカ、ドイツ、スイス、イタリア、フランス、韓国、など多くの海外音楽祭や国内の数多くの音楽祭に参加している。現在は、富士山麓国際音楽祭音楽監督、小布施国際音楽祭音楽監督、木津川やまなみ国際音楽祭ディレクター。
東京藝術大学フルート科教授として教育活動にも力を入れ、第一線のプレーヤーを多数育てた。2006年度より、東京藝術大学演奏芸術センター長を務める。
また、日本音楽コンクールなど、多くの国内コンクールの審査のほか、神戸国際フルートコンクール、ミュンヘン国際音楽コンクール、大阪国際室内楽コンクール、ブダペスト国際音楽コンクール、ニールセン国際コンクール、北京国際フルートコンクール、フォーバルスカラシップ・ストラディヴァリウス・コンクールの審査員を務めた。
指揮活動も多く、アンサンブルofトウキョウ（代表）、カンマーアカデミーさいたま（音楽監督）の他、大阪チェンバーオーケストラ、九州交響楽団、大阪センチュリー交響楽団などで指揮活動を重ねている。2001年神戸市文化賞を授与される。
2022年7月15日、老衰の為死去。享年80。

## 家族・親族
- 子：青山聖樹 - NHK交響楽団首席オーボエ奏者